# Szucsien
Szucsien (egyszerűsített kínai írással: 宿迁) prefektúra szintű város Kínában, Csiangszu tartományban. Lakosainak száma 4 986 192 fő (2020).

## Népesség
| 2010 | 4 719 178 |
| 2020 | 4 986 192 |

## Testvérvárosok
- Sangcsiu